# 李碩文
李碩文（1959年1月24日—），是大韓民國的教育家，2014年7月1日起擔任濟州特別自治道敎育監。

## 生平
李碩文中學就讀翰林高等學校，後在濟州大學修讀英語教育，被視為進步派的教育人物，其教育理念為「即使只有一個孩子，我也不會放棄」（韓語：단 한 명의 아이도 포기하지 않겠습니다）。
2014年6月4日，李碩文在大韓民國第六屆敎育監選舉中以95,026票擊敗三名候選人梁昌植（韓語：양창식）、姜京贊及高彰根（韓語：고창근）當選濟州特別自治道敎育監。